# سندرم استکهلم

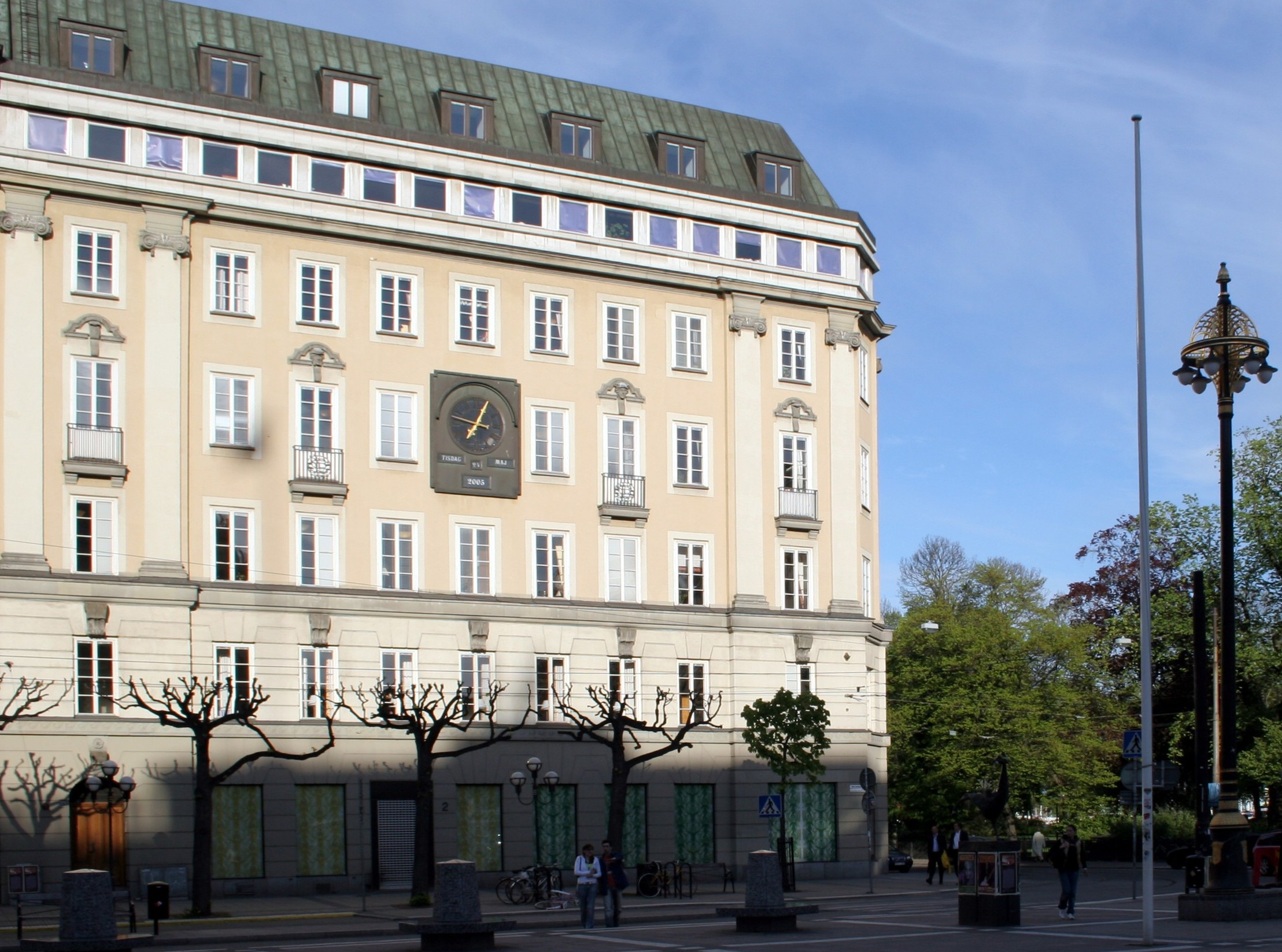
ساختمان قبلی Kreditbanken در استکهلم، سوئد، محل سرقت نورمالمستورگ ۱۹۷۳ (عکس در سال ۲۰۰۵ گرفته شده است)

نشانگان استکهلم (به سوئدی: Stockholmssyndromet) پدیده‌ای روانی است که در آن گروگان نسبت به گروگان‌گیر حس همدلی، همدردی و وفاداری پیدا می‌کند و در مواقعی این حس وفاداری تا جایی است که از کسی که جان، مال و آزادی‌اش را تهدید کرده، دفاع و با اختیار و علاقه خودش را تسلیم او می‌کند. علت این عارضه روانی را عموماً نوعی سازوکار دفاعی دانسته‌اند.

## ویژگی‌های نشانگان استکهلم
از سویی نشانگان استکهلم برای همه گروگان‌گیرها و گروگان‌ها پیش نمی‌آید و از دیگر سو با توجه به نظرات متفاوت پژوهشگران، نمی‌توان فهرست روشنی از ویژگی‌ها به دست داد. با این همه می‌توان برخی از آن‌ها را برشمرد:
1. احساسات مثبت قربانی به گروگان‌گیر یا زندان‌بان
2. احساسات منفی قربانی به خانواده، دوستان و مقاماتی که سعی در نجات آن‌ها دارند و موفق هم می‌شوند.
3. پشتیبانی از دلایل و رفتارهای گروگان‌گیر
4. رفتارهای حمایتی قربانی در زمان کمک به زندان‌بان.[۱]

## تاریخچه
عارضهٔ استکهلم اصطلاحی است که پس از سرقت از بانکی در میدان نورمالمستورگ استکهلمِ، توسط نیلز بژرو جرم‌شناس و روان‌پزشک سوئدی که از آغاز تا پایان گروگان‌گیری به پلیس مشاوره روان‌شناسی می‌داد و به بانک رفت‌وآمد داشت، هم‌زمان با پوشش خبری مورداستفاده قرار گرفت و بعدها توسط روان‌شناس دیگری به نام «فرانک اوخبرگ» (Frank Ochberg) رسماً تعریف و نام‌گذاری شد. در طی این گروگان‌گیری چهار کارمند (سه زن و یک مرد) به مدت ۶ روز (از تاریخ ۲۳ تا ۲۸ اوت ۱۹۷۳) به گروگان گرفته شدند. در طی این شش روز قربانیان وابستگی عاطفی به گروگان‌گیرها پیدا کردند؛ تا جایی که از همکاری با پلیس سر بازمی‌زدند و حتی پس از آزادی از این مصیبت شش‌روزه، در دفاع از گروگان‌گیران برآمدند.

### سرقت از بانک استکهلم
در سال ۱۹۷۳ یان اریک اولسون، محکوم به آزادی مشروط، در جریان سرقت ناکام از یک بانک، چهار کارمند (سه زن و یک مرد) از Kreditbanken، یکی از بزرگ‌ترین بانک‌های استکهلم را به گروگان گرفت. او برای آزادی دوستش کلارک اولوفسون از زندان و برای اینکه به او بپیوندد و در این سرقت و گروگان‌گیری دستیارش شود، مذاکره کرد. آن‌ها گروگان‌ها را به مدت شش روز (۲۳ تا ۲۸ اوت) در یکی از خزانه‌های بانک اسیر کردند. وقتی گروگان‌ها آزاد شدند، هیچ‌یک از آنان در دادگاه علیه یکی از گروگان‌گیران شهادت ندادند. در عوض، برای دفاع خود شروع به جمع‌آوری پول کردند.
نیلز بژرو، جرم‌شناس و روان‌پزشک سوئدی این اصطلاح را ابداع کرد که پلیس استکهلم از او برای تجزیه و تحلیل واکنش قربانیان به سرقت از بانک ۱۹۷۳ و وضعیت آن‌ها به عنوان گروگان، کمک خواست. از آنجا که ایده شست‌وشوی مغزی مفهوم جدیدی نبود، بیروت در سخنرانی در مورد «اخباری که پس از آزادی اسیران پخش شد» واکنش گروگان‌ها را در نتیجه شست‌وشوی مغزی توسط اسیرکنندگان آن‌ها توصیف کرد و آن را «نشانگان نورمالمستورگ» نامید که بعداً در خارج از سوئد به نشانگان استکهلم معروف شد. در اصل توسط روان‌پزشک فرانک اوچبرگ برای کمک به مدیریت شرایط گروگان‌گیری تعریف شد.
بعداً اولسون در مصاحبه ای گفت:
| « | این تقصیر گروگان‌ها بود. آنها هرچه به آنها گفتم انجام دادند. اگر آنها نبودند، شاید الان من اینجا نبودم. چرا هیچ‌کدام به من حمله نکردند؟ آن‌ها کشتن را سخت کردند. آن‌ها ما را واداشتند روز به روز مانند بزها در آن آلودگی زندگی مشترک داشته باشیم. هیچ کاری نبود جز شناختن یکدیگر. | » |

روزنامه‌نگار استرالیایی، جس هیل، در رساله ۲۰۲۰ خود در مورد خشونت خانگی به آنچه شما مرا ساخته انجام دهید، این نشانگان را «آسیب‌شناسی مشکوک و بدون هیچ معیار تشخیصی» توصیف کرد و اظهار داشت که «با زن ستیزی سرشار است و بر اساس دروغ»؛ وی همچنین خاطرنشان کرد که در یک بررسی مطالعات در سال ۲۰۰۸ مشخص شد که «بیشترین تشخیص نشانگان استکهلم توسط رسانه‌ها انجام می‌شود نه توسط روانشناسان یا روانپزشکان». به ویژه، تجزیه و تحلیل هیل نشان داد که مقامات استکهلم - تحت هدایت مستقیم Bejerot - به این سرقت پاسخ دادند به گونه ای که گروگان‌ها بیش از گروگان گیران در معرض خطر پلیس قرار گرفتند (کریستین انمارک گروگان، که در حین محاصره تلفن دریافت کرد با اولاف پالمه نخست‌وزیر سوئد تماس بگیرید، گزارش داد که پالمه به او گفت که دولت با مجرمان مذاکره نخواهد کرد و «شما باید به خود راضی کنید که در پست خود می‌می‌رید»)؛ همچنین، او مشاهده کرد که نه تنها تشخیص Bejerot در مورد Enmark بدون این که هرگز با او صحبت کرده باشد، بلکه در پاسخ مستقیم به انتقاد عمومی او از اقدامات او در هنگام محاصره بود.

## موارد مشابه

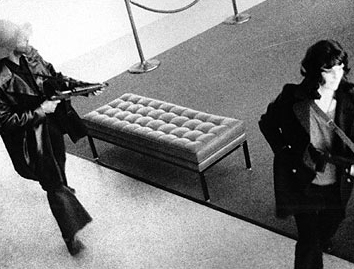
پتی هرست در حمله به بانک هیبرنا در آوریل 1974 به همراه سایر اعضای SLA

در برخی موارد کودک آزاری و همسر آزاری که کودک یا همسر از آزاردهنده حمایت می‌کند یا به او علاقه‌مند می‌شود. همچنین در زندانیان جنگی و در اردوگاه‌های کار اجباری چنین چیزهایی دیده می‌شود.

### ناتاشا کامپوش
ناتاشا کامپوش در سال ۱۹۹۸ در ۱۰ سالگی ربوده شد و در یک اتاق تاریک و عایق در زیر گاراژ ولفگانگ پریکلپیل (Wolfgang Přiklopil) نگهداری شد. او انواع رفتارهای مهربانانه، سوءاستفاده جسمی و جنسی ، کنترل‌کننده و مجاز را از گروگانگیر خود دریافت کرد. هشت سال پس از آدم‌ربایی، ناتاشا کامپوش رفت و پریکلپیل خودکشی کرد. پس از مرگ آدم‌ربای وی، پلیس گزارش داد که ناتاشا کامپوش با ابراز تاسف و عکسی از او را در کیف پول خود نگه داشته است. ناتاشا کامپوش، با این حال، از دیگران، از جمله روانشناسان و رسانه‌ها، به دلیل تصور آنچه ممکن است انگیزه ایجاد کند، ابراز ناامیدی کرده است.

### پتی هرست
پتی هرست، نوه ناشر ویلیام راندولف هرست، در سال ۱۹۷۴ توسط ارتش آزادی‌بخش سیمبیونس (Symbionese)، «یک گروه چریکی شهری»، به گروگان گرفته شد. وی کار خانواده خود و همچنین پلیس را تقبیح کرد. وی بعداً با نام جدید «تانیا» با ارتش آزادیبخش سیمبیونس برای سرقت از بانک‌ها در سانفرانسیسکو همکاری کرد. او علناً احساسات همدردی خود را نسبت به ارتش آزادیبخش سیمبیونس و پیگیری‌های آنها نیز ابراز داشت. پس از دستگیری وی در سال ۱۹۷۵، ادعای نشانگان استکهلم به عنوان یک دفاع مناسب در دادگاه کار نکرد، که باعث ناراحتی وکیل مدافع وی، فرانسیس بیلی جونیور شد. حکم هفت ساله زندان وی بعداً تخفیف یافت و سرانجام توسط رئیس‌جمهور بیل کلینتون مورد عفو قرار گرفت چراکه که به وی اطلاع داده شد که آن دختر با اختیار خود رفتار نمی‌کند.